# Al-Bayhaki
 (octobre 2017).
Al-Bayhaki (v. 887 - v. 952) est un écrivain et compositeur musulman. Son œuvre a été écrite pendant le règne du calife Al-Muqtadir (908-932).